# Codename X
Codename X è il secondo album in studio del musicista canadese Excision, pubblicato il 3 febbraio 2015 dalla Rottun Recordings.

## Tracce
1. Codename X – 3:21
2. Live Wire – 4:12
3. Float Away – 4:02
4. Out of Time (w/ Dion Timmer & SPLITBREED) – 3:48
5. Shadowflame – 4:00
6. X Up (w/ The Frim & Messinian) – 4:02
7. Robo Kitty (w/ Downlink) – 4:10
8. Push it Up (w/ Space Laces) – 3:50
9. Bring the Madness (w/ Pegboard Nerds & Mayor Apeshit) – 3:25
10. Night Shine (w/ The Frim & Luciana) – 4:20
11. Interstellar (w/ Dion Timmer & Rise at Night) – 4:03